# Rachel Hilbert
Rachel Leigh Hilbert (Rochester, Nueva York, 14 de marzo de 1995) es una modelo estadounidense. Es conocida por haber sido portavoz de la filial de Victoria's Secret, Pink, como también por protagonizar campañas para Urban Outfitters, Delia*s, Macy's y Kohls. También ha aparecido en ediciones internacionales de revistas, como Cosmopolitan, Elle y Marie Claire.

## Carrera
En 2015, protagonizó un episodio de la serie Younger, encarnando a un personaje recurrente junto a Nico Tortorella, Hilary Duff y Sutton Foster. Ese mismo año, Hilbert presentó el evento Spring Break para PINK junto a Gigi Hadid Cody Simpson. También figuró en la canción de Brett Eldredge, Lose My Mind en el tomaba el papel de una enfermera.
Desde finales de 2015, es la portavoz oficial de PINK, y desfiló en el Victoria's Secret Fashion Show ese mismo año.